# De Groenen/Noord-Holland Anders
De Groenen/Noord-Holland Anders was een provinciale partij in de provincie Noord-Holland. De partij nam deel aan de verkiezing van Provinciale Staten in maart 1999, maart 2003 en op 7 maart 2007. De lijsttrekkers waren respectievelijk Roel van Duijn, Ruud Repko en Ronald Schönberger. De partij was gelieerd aan De Groenen en Amsterdam Anders/De Groenen. Van 1987 tot 1999 hadden De Groenen een fractie in Provinciale Staten, gevormd door Jelle Theunisz en later Anneke Boerma en Roel van Duijn. Bij de verkiezing van 2 maart 2011 namen De Groenen het stokje weer over met als lijsttrekker Khaled Sakhel.

## Verkiezingsresultaten
Ter vergelijking de resultaten van De Groenen bij de verkiezingen voor en na het samenwerkingsverband.
- De Groenen, 18 maart 1987: één zetel
- De Groenen, 6 maart 1991: één zetel: Arie van Genderen, opgevolgd door Jelle Theunisz
- De Groenen, 8 maart 1995: 11282 stemmen; 1,31%; één zetel: Anneke Boerma
- De Groenen/Noord-Holland Anders, 3 maart 1999: 17564 stemmen; 2,3%; één zetel[1]: Roel van Duijn
- De Groenen/Noord-Holland Anders, 11 maart 2003: 4825 stemmen; 0,56%; geen zetel[2]; lijsttrekker Ruud Repko
- De Groenen/Noord-Holland Anders, 7 maart 2007 6840: stemmen; 0,79%; geen zetel[3]; lijsttrekker Ronald Schönberger
- De Groenen, 2 maart 2011: 2058 stemmen; 0,18%; geen zetel; lijsttrekker Khaled Sakhel